# Demmerik (waterschap)
Het waterschap Demmerik  was een waterschap in de Nederlandse provincie Utrecht in de gemeente Vinkeveen en Waverveen.